# Hyliota australis
Hyliota australis là một loài chim trong họ Hyliotidae.